# Маловільшанська сільська рада (Вільшанський район)
Маловільшанська сільська рада — колишній орган місцевого самоврядування у Вільшанському районі Кіровоградської області з адміністративним центром у с. Мала Вільшанка.

## Населені пункти
Сільській раді підпорядковані населені пункти:
- с. Мала Вільшанка

## Склад ради
Рада складалася з 12 депутатів та голови.

### Керівний склад ради
| ПІБ                   | Основні відомості                                                                      | Дата обрання | Дата звільнення |
| --------------------- | -------------------------------------------------------------------------------------- | ------------ | --------------- |
| Драпак Олена Іванівна | Сільський голова, 1966 року народження, освіта, Всеукраїнське об'єднання 'Батьківщина' | 26.03.2006   | 31.10.2010      |
| Драпак Олена Іванівна | Сільський голова, 1966 року народження, освіта вища, член Партії регіонів              | 31.10.2010   |                 |

Примітка: таблиця складена за даними джерела

## Населення
За переписом населення України 2001 року в сільській раді мешкало 405 осіб.

### Мова
Розподіл населення за рідною мовою за даними перепису 2001 року:
| Мова       | Відсоток |
| ---------- | -------- |
| українська | 78,08 %  |
| болгарська | 7,64 %   |
| молдовська | 6,65 %   |
| вірменська | 1,48 %   |
| білоруська | 0,99 %   |
| російська  | 0,99 %   |
| інші       | 4,17 %   |